# Vornik
Vornik (romunsko vornic) je bil zgodovinski državni uradnik, zadolžen za sodstvo in notranje  zadeve in nadzor kraljevega dvora. Položaj izhaja iz slovaškega nádvorníka. 
V kneževini Moldaviji so bili vorniki knezovi predstavniki v posameznih mestih, katerih glavna naloga je bila  spremljanje pobiranja davkov, carin in gospodarstva. Kasneje so vorniki postali eni od najvišjih državnih funkcionarjev. V 16. stoletju je imela Moldavija dva visoka vornika: enega za Ţara de Sus (Gornjo Moldavijo) in enega za Ţara de Jos (Spodnjo Moldavijo), ki sta lahko nadomeščala vrhovnega sodnika in včasih poveljevala vojski.
Položaj vornika so imeli tudi v kneževini Vlaški.

## Vir
- История Молдавской ССР: В шести томах. — Т. 1. — Кишинев: Картя Молдовеняскэ, 1987, str.  373, 395.